# Jean Bonet
 (janvier 2012).
 (mars 2015).
Améliorez-le ou discutez des points à vérifier. 
Pour les articles homonymes, voir Lacotte.
Jean Bonet, dit Lacotte, né le 28 mars 1897 à Valence et mort en 1979, est un résistant français.

## Biographie
Né en Espagne, Jean Bonet est naturalisé français en 1928. De 1922 à 1943, il travaille comme chef de laboratoire à Levallois-Perret puis chaudronnier à Neuilly-sur-Seine.
Dès février 1941, il fait partie d'un groupe de patriotes qui mènent la lutte contre les Allemands par tous les moyens, confectionnant et distribuant des tracts, sabotant la production et le matériel de l'armée allemande. En janvier 1942, en contact avec les éléments Francs-tireurs et partisans (FTP) Paris Ouest, il participe au travail d'organisation, de sabotage (notamment à Achères), de collectage d'armes et d'explosifs, de confection et diffusion de littérature antiallemande, de coups de main. En septembre 1942, il est chargé par le Dr René Dervaux, dit Laurent, de l'organisation locale de Carrières-sur-Seine et ses environs, et attaché à la direction régionale Paris Ouest. Au début de 1943 où prend corps l'organisation Île-de-France, le Dr Dervaux lui donne la responsabilité du 3e secteur de la 8e région F.N-F.T.P (canton d'Argenteuil) : recrutement et organisation des groupes de combat, protection armée de manifestations (marchés d'Argenteuil et de Bezons). En octobre 1943, avec la participation de son fils (agent de liaison), de sa femme, des F.T.P de la région, le tout sous la direction du Dr Dervaux, il mène une expédition armée pour sauver un aviateur américain tombé à Houilles et traqué par les Allemands.
Fin 1943, alors que Dervaux est pris par la Gestapo et fusillé le 7 mars 1944 au stand de tir du Ministère de l'Air à Paris (Balard) ainsi que plusieurs autres résistants FTP, la région est réorganisée : Marcel Legoubin (dit Denis) et le Dr Gérardi (dit Paul Mallet) sont nommés responsables de l'interrégion 6-7-8. L'organisation de la 6e région, qui est confiée à Bonet, comprend les cantons de Marly-le-Roi, Saint-Germain-en-Laye, Maisons-Laffitte, Poissy, Meulan.
Le 14 juillet 1944, en exécution des ordres qu'il avait donnés dans toute la région, ont lieu des manifestations et des accrochages avec l'ennemi. Le 19 juillet 1944, les responsables militaires des différents groupes de résistance reconnaissent l'autorité de la direction de la 6e région FN Ile-de-France. En confiant à Bonet le commandement, ses chefs confirment cette responsabilité. 
Dès le 17 août, soit personnellement soit par le service de liaison, Jean Bonet dit Lacotte donne l'ordre de passer à la lutte ouverte contre l'ennemi (en tenant compte des possibilités locales). L'exécution est immédiate. À tout moment, les contacts et le contrôle général des opérations sont gardés. Le 20 août, se rendant en voiture avec le lieutenant Friboulet, de Croissy-sur-Seine à Conflans-Sainte-Honorine, tous deux sont surpris par une patrouille de S.S qui, ayant fouillé la voiture et trouvé des proclamations et les ordres de mission, les emmène à Saint-Germain-en-Laye. Mais ils sont délivrés, chemin faisant, par le corps franc de Montesson, avec à sa tête le lieutenant Adolphe Béhuret. Le même jour, revenant de la réunion du Conseil militaire régional à Chatou, leur voiture est attaquée par les Allemands à coups de mitrailleuses et de mitraillettes. En se retirant, l'ennemi laisse un mort. À la Libération, les effectifs militaires sous contrôle de la 6e région Ile-de-France compte 3 500 hommes.

## Hommage
La Maison des associations de Houilles située 40 rue de Verdun porte son nom.

## Décoration
Jean Bonet-Lacotte est homologué commandant FFI en juin 1946 et reçoit la médaille de la Résistance en mars 1947.

## Source
- Rolande Auffret-Follain (préf. Joseph Kessel), Le Feu de la foi, 1964, 442 p. (lire en ligne)